# Ministère des Affaires étrangères (Fidji)
Pour les articles homonymes, voir Ministère des Affaires étrangères.
Le ministère des Affaires étrangères est le ministère responsables des affaires étrangères dans le gouvernement de la république des Fidji. 
Sa mission couvre le maintien et le développement des relations diplomatiques, de la coopération internationale et du commerce extérieur des Fidji avec les États étrangers, ainsi que la responsabilité pour les ambassades et autres missions diplomatiques fidjiennes à l'étranger. En matière de commerce extérieur, le ministère travaille en coordination avec l'organisme public Tourism Fiji, ainsi qu'avec le Bureau du Commerce et de l'Investissement des Îles Fidji.
À la suite de l'indépendance des Fidji (ancienne colonie britannique) en 1970, la gestion des affaires étrangères se fait initialement au sein d'un département des Affaires étrangères relevant du Bureau du Premier ministre Ratu Sir Kamisese Mara. Ce n'est que le 22 juillet 1982 qu'est établi un ministère distinct spécifiquement dédié aux affaires étrangères, Mosese Qionibaravi devenant alors le ministre inaugural à cette fonction, avec le diplomate Satya Nandan pour secrétaire permanent. De 1982 à 1987, le ministère s'appelle ministère des Affaires étrangères et du Tourisme. De 1994 à 2007, c'est le ministère des Affaires étrangères et du Commerce extérieur. De 2011 à 2014, c'est le ministère des Affaires étrangères et de la Coopération internationale, avant de redevenir simplement le ministère des Affaires étrangères.
À partir de 2009, sous le gouvernement du Premier ministre Frank Bainimarama (qui perd le pouvoir en 2022), le gouvernement fidjien adopte une politique étrangère beaucoup plus active, diversifiant et approfondissant ses relations bilatérales et multilatérales avec les pays au-delà de l'Océanie et de l'Occident et participant de manière davantage prééminente aux organisations internationales. Ratu Inoke Kubuabola dirige le ministère de 2009 à 2016, date à laquelle le Premier ministre Bainimarama le prend directement en charge. Durant l'ère Bainimarama, le ministère définit ainsi la politique étrangère fidjienne comme fondée sur la coopération internationale en vue du développement durable et de la lutte contre le changement climatique. Un axe essentiel de cette politique est le développement des relations fidjiennes avec les pays d'Asie, sans négliger les relations traditionnelles des Fidji avec les États océaniens, européens, nord-américains et du groupe des pays d'Afrique, Caraïbes et Pacifique, ainsi qu'avec le Commonwealth des nations.